# L'alta naixença del rei En Jaume
L'alta naixença del rei En Jaume és una cantata per a soprano i baríton solista, cor i orquestra escrita l'any 1932 pel compositor català Robert Gerhard, basada en un poema de Josep Carner.

## Història

### Context
En el moment de compondre aquesta cantata, Robert Gerhard residia un altre cop a Barcelona (1931-1932), després d'haver passat els darrers anys entre Viena i Berlín estudiant amb Arnold Schönberg. Un cop restaurada la Generalitat de Catalunya (1931) Gerhard és nomenat professor de música de l'Escola Normal. Un any més tard s'incorporarà a la secció de música, que dirigia Higini Anglès, de la Biblioteca de Catalunya, duent a terme una important tasca musicològica i de recuperació del patrimoni musical català (durant aquests anys va transcriure obres del P. Antoni Soler i del compositor català del segle xviii Domènec Terradellas. En un primer intent de regular l'activitat musical del país, Gerhard és nomenat membre del Consell de la Música de la Conselleria de Cultura, notant-se la seva presència en tots els àmbits, tant de la vida musical com cultural de Catalunya. Paral·lelament, va fer traduccions de l'alemany per a l'Editorial Labor i va escriure articles sobre música al setmanari Mirador i a la Revista de Catalunya. És per tots aquests motius que aquests anys no van ser especialment fructífers en l'àmbit de la composició.

### Estrena
L'alta naixença del rei En Jaume es va estrenar per primer cop fragmentàriament (només els dos últims moviments) en el festival de la Societat Internacional de Música Contemporània que tingué lloc entre el 9 i el 14 de juny de 1933 a Amsterdam, dirigida pel mateix Robert Gerhard. L'obra íntegra no es va estrenar fins al 17 de novembre de 1984 al Palau de la Música, sota la direcció d'Antoni Ros-Marbà.

## Obra
Fou el mateix Josep Carner qui li va proposar posar música al seu text. Justament, aquesta història reescrita per Carner a partir d'una novel·la seva de joventut (La malvestat d'Oriana, 1910), narra les peculiars circumstàncies de l'engendrament de Jaume I. I és que, en un moment en què Pere II el catòlic ja havia iniciat els tràmits a Roma per divorciar-se de la seva recent muller, Maria de Montpeller, el Consell d'aquesta ciutat ordí un pla perquè el rei passés una nit amb Maria, i així poder tenir un hereu de sang reial. El pla va consistir a enganyar Pere dient-li que a la seva cambra l'esperava una dona de Montpeller amb qui ell volia passar la nit. En realitat, però, aquesta dona era Maria, la seva dona. Segons diu la llegenda, explicada al Llibre dels fets escrit per Ramon Muntaner, redactat en vida de Jaume I, quan Pere se n'adonà l'endemà al matí, digué: “pus així era, que plagués a Déu que fos complit llur enteniment”, i aquell mateix matí va marxar a cavall. Nou mesos més tard, naixia Jaume el Conqueridor.

### Plantilla
Solistes: soprano i baríton.
Cor mixt.
Orquestra: flautí (2), flautes (2), oboès (2), corn anglès (1), clarinet en mib (1) clarinets en sib (2), clarinet baix (1), fagots (2), contrafagot (1), trompes (4), trompetes (2), trombons (3), tuba (1) timbales (1), percussió (xilòfon, glockenspiel, pandereta, triangle, castanyoles, caixa, bombo, plats, tam-tam) arpes (1), celesta (1), piano (1), violins primers, violins segons, violes, violoncels, contrabaixos.

### Estructura
La cantata està estructurada en cinc números:
I. Introducció i Lletania
II. Divino
III. Follia
IV. Passacaglia (attacca)
V. Coral

### Característiques musicals
L'obra està estructurada simètricament al voltant de la part central (Follia). Ja en el primer moviment s'exposen els dos llenguatges musicals que coexisteixen en tota la partitura; per una banda la monodia modal de caràcter popular a la Introducció i, per altra banda, la línia melòdica totalment alliberada de la tonalitat clàssica en la Lletania. En cadascun d'ells només s'utilitzen fragmentats en forma serial i, en algunes parts, especialment les dos últimes, coexisteixen plenament. En segon lloc, en els cors predominen les línies modals i en molts fragments de la composició apareixen tríades majors en l'harmonia, desvinculades de funcions tonals. El tema del Passacaglia està format per quinze notes, on onze són diferents. La coexistència dels dos llenguatges esmentats anteriorment estableix un paral·lelisme musical amb una gustosa barreja d'expressions antigues i modernes que tan caracteritza el poema de Carner.